# Рудольф Голий
Рудольф Голий (чеськ. Rudolf Holý) — чеський футболіст, що грав на позиції півзахисника. Виступав у складі клубу «Славія» (Прага).

## Футбольна кар'єра
У 1910—1913 роках виступав у складі провідної команди країни — «Славії». Чемпіон Богемії 1913 року, Триразовий володар кубка милосердя у 1910, 1911 і 1912 роках.
У складі збірної Богемії став аматорським чемпіоном Європи 1911 року. Команда, основу якої складали гравці «Славії», перемогла збірні Бельгії (6:1), Франції (4:1) і Англії (2:1). Зіграв лише у перших двох матчах, а у вирішальній грі проти аматорської збірної Англії не виступав.